# Simmettijärvi
Simmettijärvi är en sjö i kommunen Enare i landskapet Lappland i Finland. Sjön ligger 122,3 meter över havet. Arean är 1,42 kvadratkilometer och strandlinjen är 17,68 kilometer lång. Sjön  ingår i Pasvik älvs huvudavrinningsområde.   Den ligger omkring 270 kilometer norr om Rovaniemi och omkring 970 kilometer norr om Helsingfors. 
I sjön finns ön Palosaaret. 